# Jopie Koopman

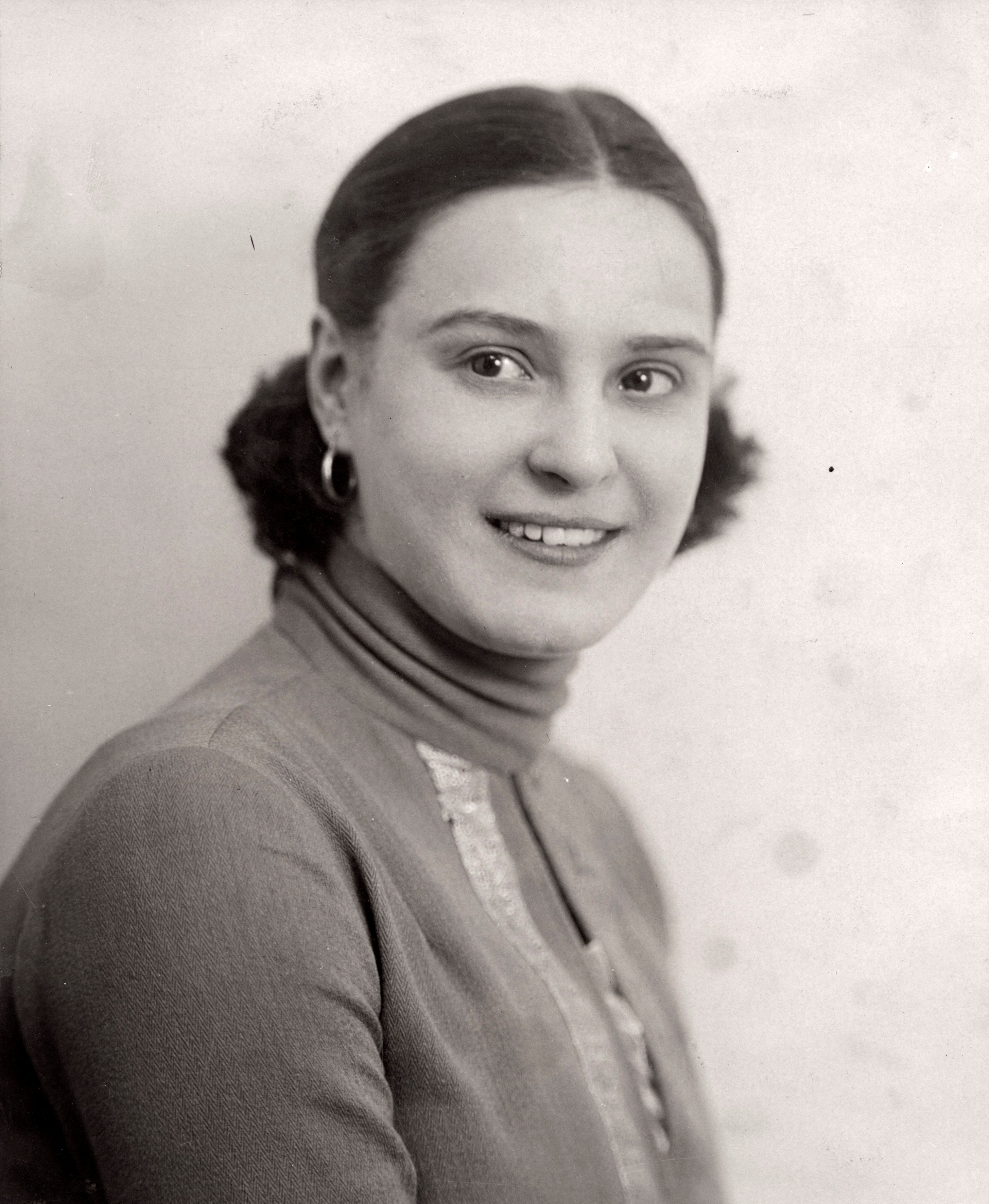
Jopie Koopman (1929)

Johanna „Jopie“ Bernardina Jeanne Koopman (* 18. November 1908 in Amsterdam; † 9. April 1981 in Amstelveen) war ein niederländisches Model und die erste „Miss Holland“.

## Leben
Jopie Koopman wurde 1908 in Amsterdam als Tochter des Gastwirtpaares Carel Bernard Koopman (1889–1952) und Esther Cohen (1890–1943) geboren und wuchs in Zaandam auf. Ihr Vater war Unternehmer und ein bekannter Karambolagespieler in der Disziplin Dreiband. Er stammte aus einer lutherischen Familie, ihre Mutter war Jüdin. Die Filmschauspielerin und Sängerin Johanna „Jopie“ Bernardina Koopman (1910–1979), die ebenfalls den Spitznamen „Jopie“ trug und mit der sie oft verwechselt wird, war ihre Kusine. Sie war die Tochter von Anna Maria Petronella Eengelberd und von Johan Koopman, dem Bruder von Carel Koopman. Jopie Koopman arbeitete als Kellnerin im elterlichen Hotel-Café-Restaurant, dem „Nieuwe Karseboom“ am Dam, einem Platz im Zentrum der Stadt, dessen Bankettsaal in den 1920er Jahren auch von jüdischen Mitbürgern gern für Feiern und Hochzeiten gebucht wurde.

### Miss Holland-Wahl
Als die Wochenzeitschrift Het Leven den ersten Schönheitswettbewerb in den Niederlanden organisierte, reichte ein Unbekannter Ende 1928 Fotos von Jopie Koopman ein. Aus den zahlreichen Einsendungen wählten die Herausgeber der Zeitschrift sie und neun weitere Frauen als Finalistinnen aus. Die Veranstaltung löste großes, landesweites Interesse aus. Der Nieuwe Rotterdamsche Courant etwa schrieb „Auf der Bühne erblüht im farbigen Licht der Scheinwerfer die Blüte der niederländischen weiblichen Schönheit, der schönsten niederländischen Mädchen, aus denen eine Jury unsere nationale Schönheitskönigin ausrufen wird.“ Am 28. Januar 1929 fand im Amsterdamer Hotel Américain die erste Wahl zur „Miss Holland“ statt. Die siebenköpfige Jury bildeten nur Männer: der Anwalt, Dichter und Übersetzer Henricus Wijbrandus Jacobus Maria „H.W.J.M.“ Keuls, der Regisseur, Schauspieler, Maler und Musiker Louis Saalborn, der Maler und Zeichner Martin Monnickendam, der Architekt und Designer Piet Kramer, der Maler Jan Sluijters, der Journalist, Autor und Cartoonist Jan Feith und der Chefredakteur Tuschinsky von Het Leven. Die jungen Frauen wurden nicht befragt oder um ihre Meinung zu Fragen des öffentlichen Interesses gebeten, sondern mussten nur vor der Jury hin und her paradieren. Daraufhin wurden nach Beurteilung von „Figur, Haltung, Gang, Sitzen, Gestik, Kostüm, Gesichtsausdruck und Anmut“ die Gewinnerin ermittelt. Am Abend wurde im Tuschinski-Theater bekannt gegeben, dass Jopie Koopman den Wettbewerb gewonnen habe. Damit hatte sie sich zudem für die Teilnahme am „Miss Europe“-Wettbewerb in Paris qualifiziert. Sie erhielt eine Schärpe und einen Blumenstrauß, das Publikum applaudierte und das Orchester spielte Het Wilhelmus. Jopie Koopman wurde die erste Gewinnerin einer Miss-Wahl in den Niederlanden; diese fanden die folgenden 95 Jahre bis zu ihrer Einstellung 2024 statt.
Die Resonanz der meisten Medien zum Konzept des Schönheitswettbewerbs und insbesondere zur Gewinnerin hingegen war vernichtend. Der Tenor in fast allen Zeitungen war, dass Jopie Koopman ein unglaublich eitles Mädchen sein müsse, deren Eltern sich als besonders verantwortungslos erwiesen hätten, indem sie ihre Tochter auf diese Weise bloßstellten. In mehreren Zeitungen wurden die Teilnehmerinnen der Miss-Wahl mit Prostituierten gleichgesetzt, da „ein anständiges, bescheidenes Mädchen sich niemals auf der Bühne zur Schau stellen würde“. Es kursierten Kommentare und Spottgedichte, die sich über Jopie Koopman lustig machten und ihr unterstellten, sich offenbar anderen niederländischen Frauen überlegen zu fühlen. Jopie Koopman ließ sich von den negativen Reaktionen jedoch nicht beirren.

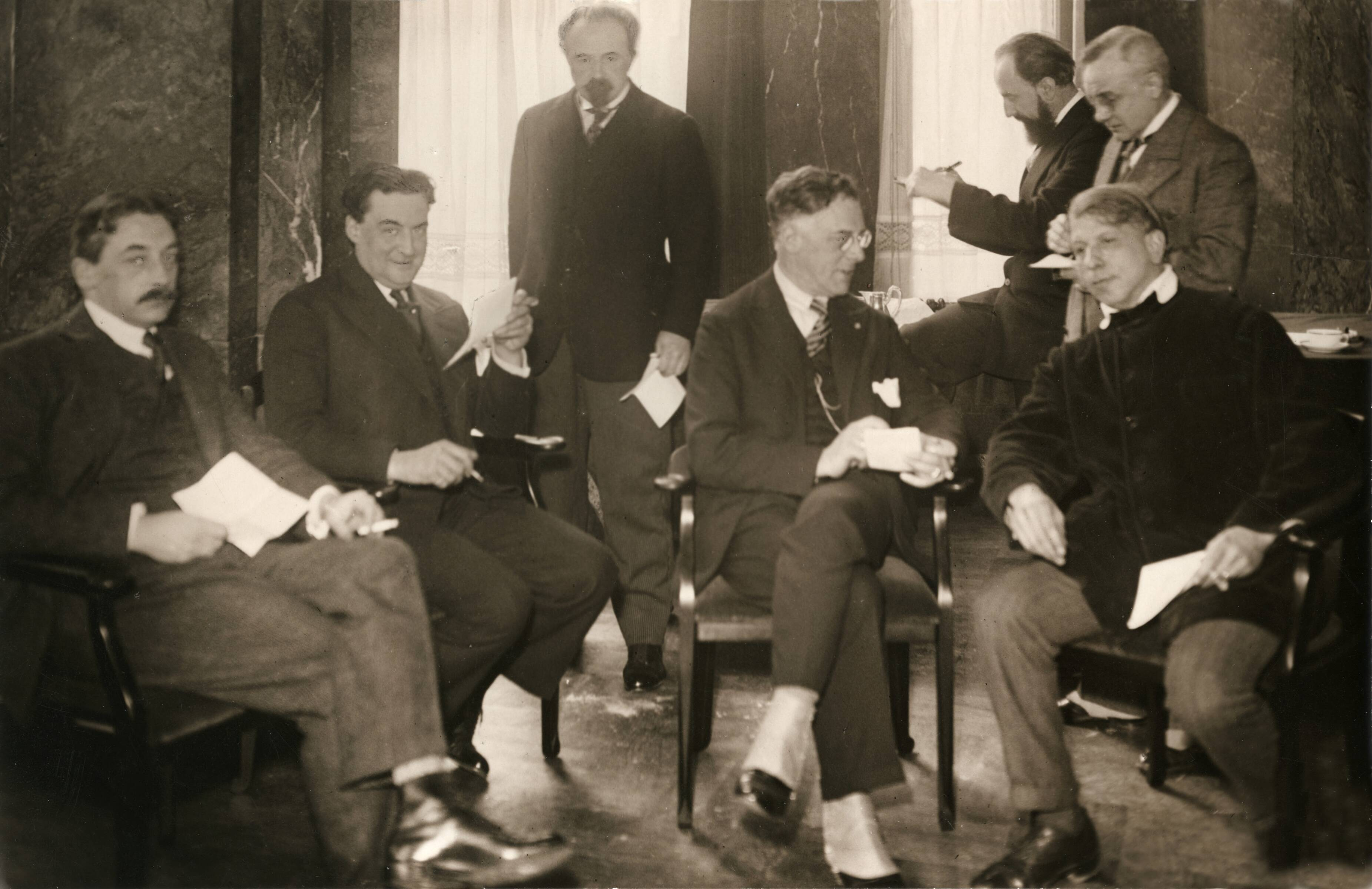
Die Jury der „Miss Holland“-Wahl: H.W.J.M. Keuls, Louis Saalborn, Jan Sluyters, Jan Feith, Martin Monnickendam, Piet Kramer
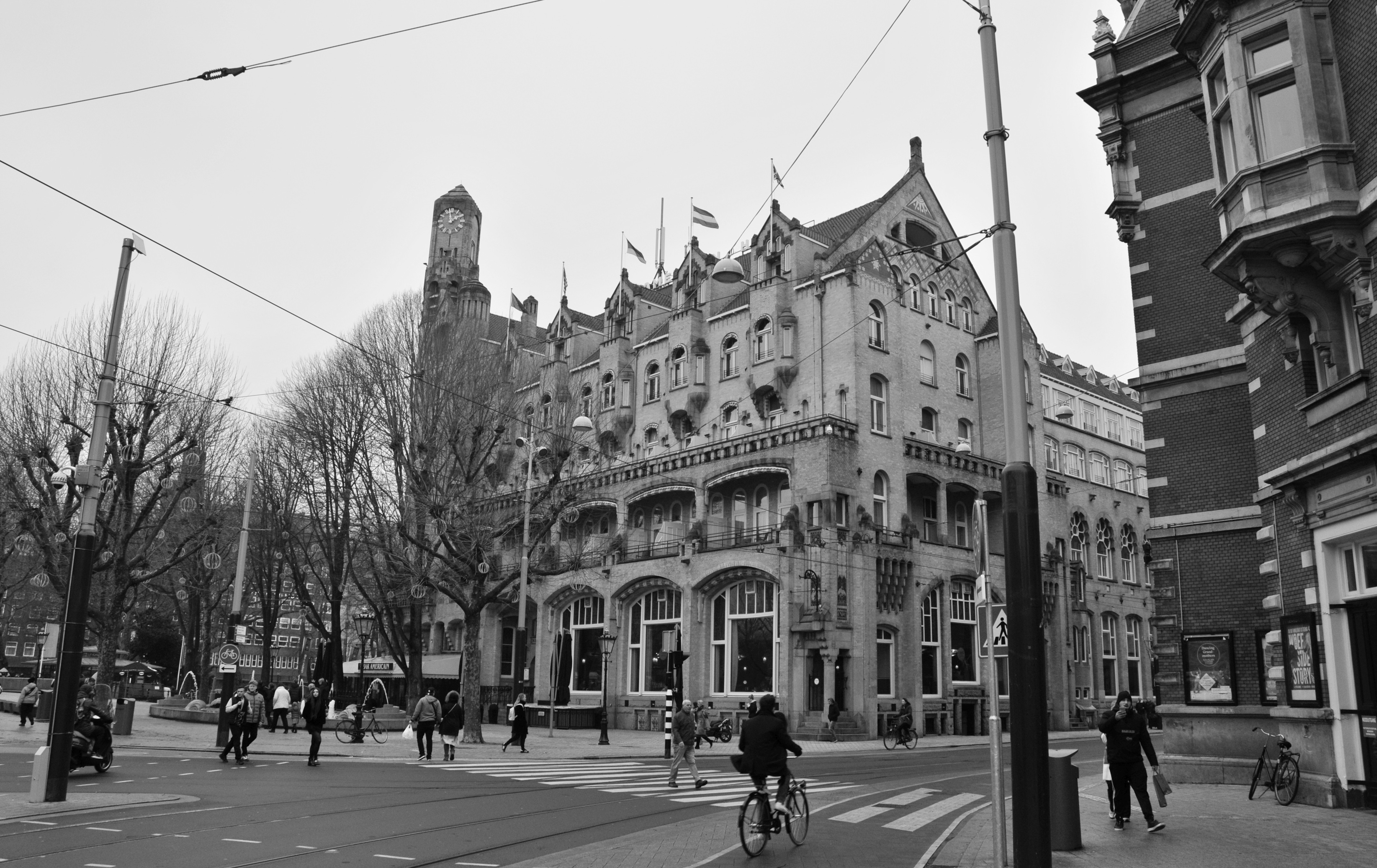
Hotel Américain, Amsterdam
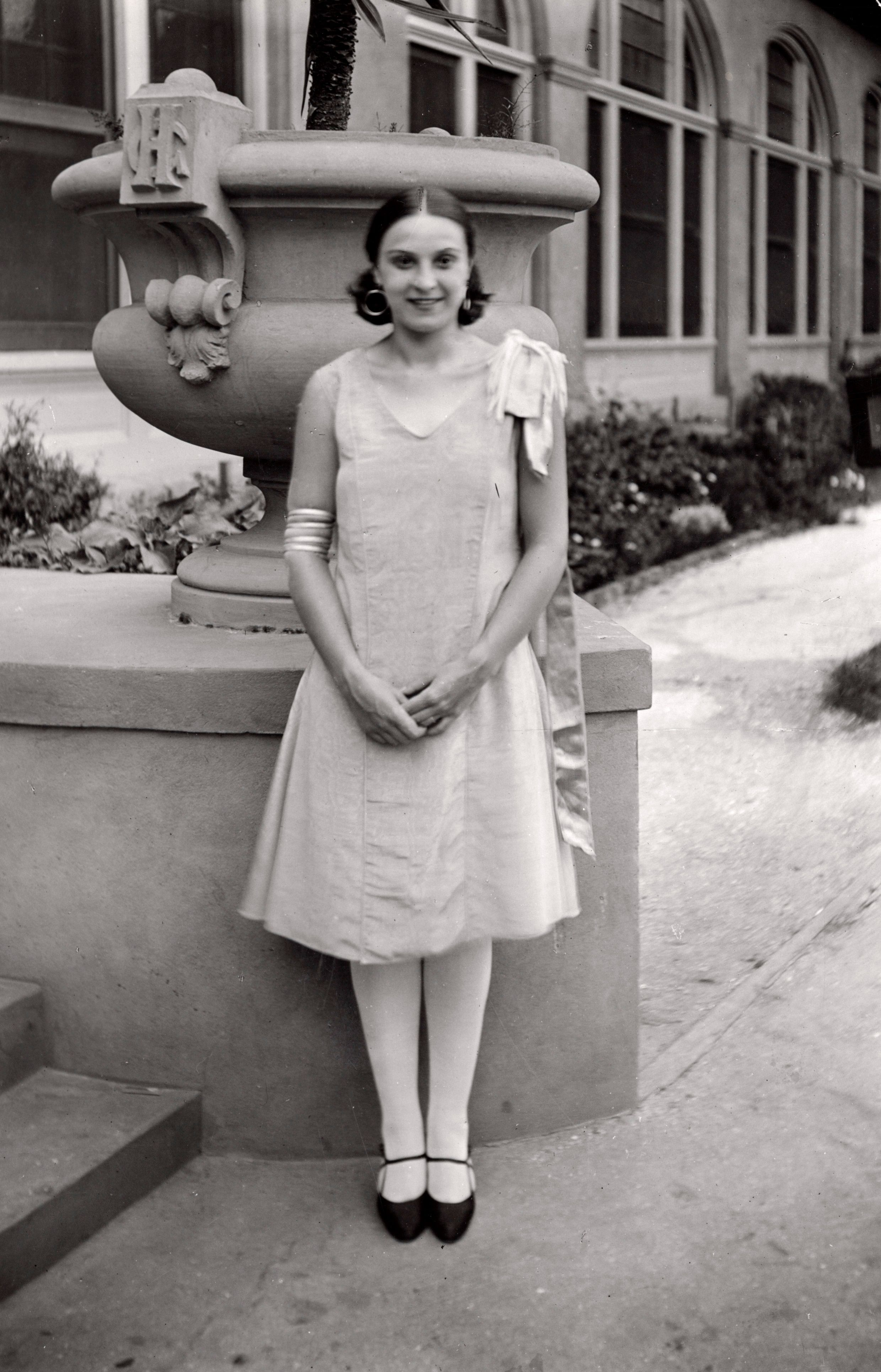
Jopie Koopman vor dem Hotel Américain (1928)
- Jopie Koopman bei der Verleihung des Preises

### Folge-Wettbewerbe
Eine gute Woche nach dem Titelgewinn zur „Miss Holland“ reiste Jopie Koopman in Begleitung ihrer Eltern und ihres Verlobten, des Fußballers Klaas Jan Breeuwer (1901–1961), zur Wahl der Miss Europe nach Paris. Der Empfang dort war im Vergleich zu den Niederlanden überwältigend positiv. Die teilnehmenden Gewinnerinnen der jeweiligen Länder wurden im Rahmen einer Wohltätigkeitsveranstaltung, bei der auch der französische Präsident Gaston Doumergue anwesend war, in der Pariser Oper der französischen Elite vorgestellt. Die Fahrt der jungen Frauen durch die Stadt zog ein großes Publikum an. Bei der Wahl zur „Miss Europe 1929“ am 7. Februar belegte Jopie Koopman den vierten Platz und gewann ein Ticket zur Teilnahme am „Miss Universe“-Wettbewerb in Galveston in Texas. Während ihres Aufenthaltes in Paris waren mehrere Zeitungsinterviews in der Wochenzeitschrift Het Leven erschienen, in denen Jopie Koopman angeblich von dem luxuriösen Besuch mit Bällen und Abenddiners berichtete. Die meisten dieser Artikel waren aber von dem bei der Zeitung angestellten Jan Feith verfasst worden. Nach ihrer Rückkehr kritisierte sie die chaotische Planung in Paris und das Verbot, ihr eigenes Kleid zu tragen.
Mit weiteren europäischen Finalistinnen und ihrer Mutter als Begleitperson erreichte Jopie Koopman mit dem Dampfschiff nach einer mehrwöchigen Reise die USA, um am „Miss Universe“-Wettbewerb teilzunehmen. Sie und die anderen Teilnehmerinnen erhielten in Amerika einen Empfang wie für Stars. Bei einem einwöchigen Zwischenstopp in New York City wurde die Gruppe in ausverkauften und überfüllten Theatersälen empfangen. Als das Schiff am 31. Mai in Galveston anlegte, wurden sie von Dutzenden Reportern und Fotografen erwartet, und in den nächsten Wochen brachten die amerikanischen und niederländischen Zeitungen mehrere Kolumnen über die Teilnehmerinnen. Hunderttausend Menschen drängten sich auf dem Boulevard, um die 59 Schönheitsköniginnen zu sehen, die an zwei aufeinander folgenden Tagen in Kleidern und in Badeanzügen in offenen Wagen stehend an der Menge vorbeigefahren wurden – etwas, das in Europa undenkbar war. Im Auditorium der Stadt Galveston gewann am 11. Juni 1929 die „Miss Austria“ Lisl Goldarbeiter die Wahl zur „Miss Universe 1929“, doch Jopie Koopman kehrte „mit einem einzigartigen Erlebnis“ nach Hause zurück.

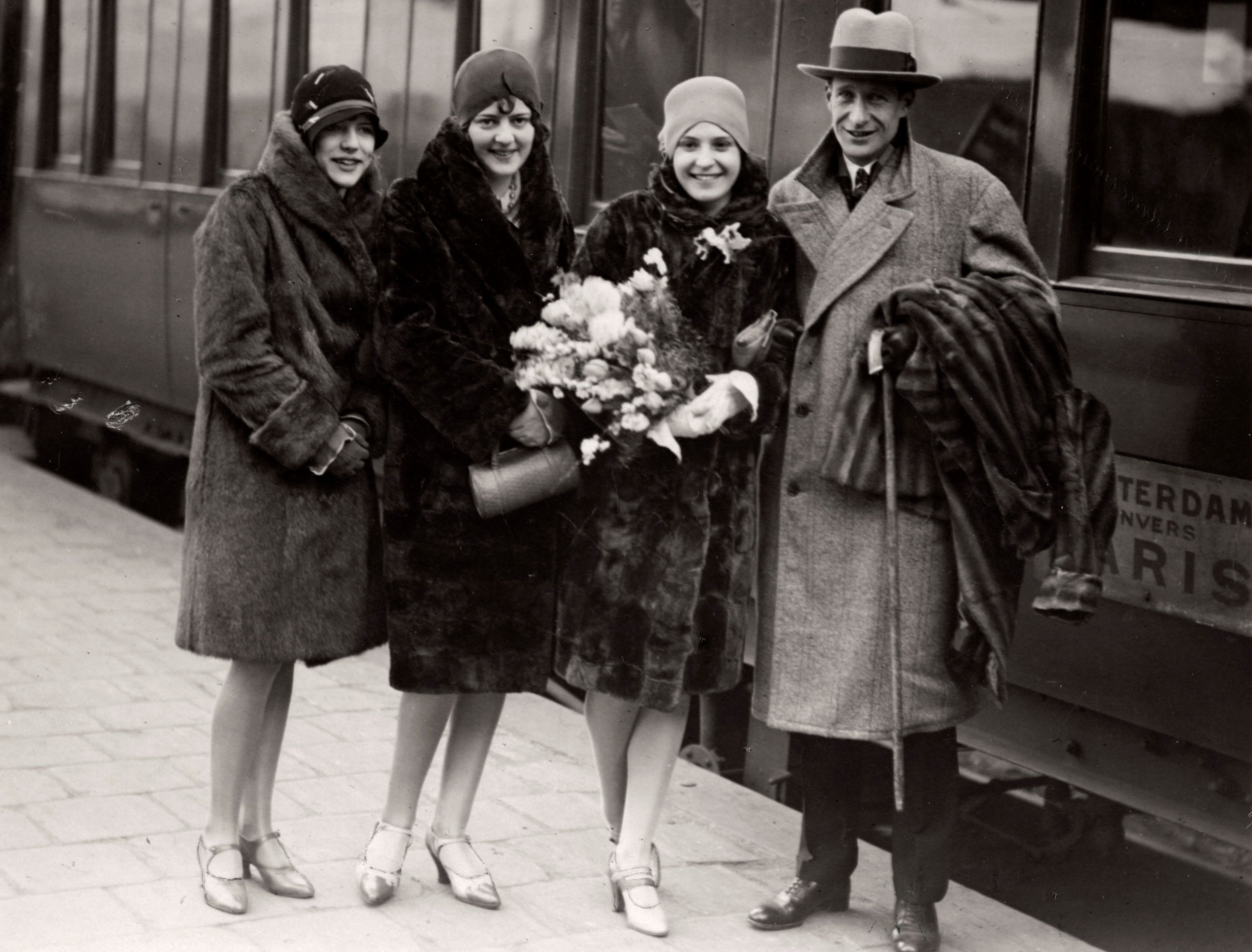
Jopie Koopman mit den „Miss Holland“-Finalistinnen und Klaas Jan Breeuwer vor der Abreise nach Paris (1929)
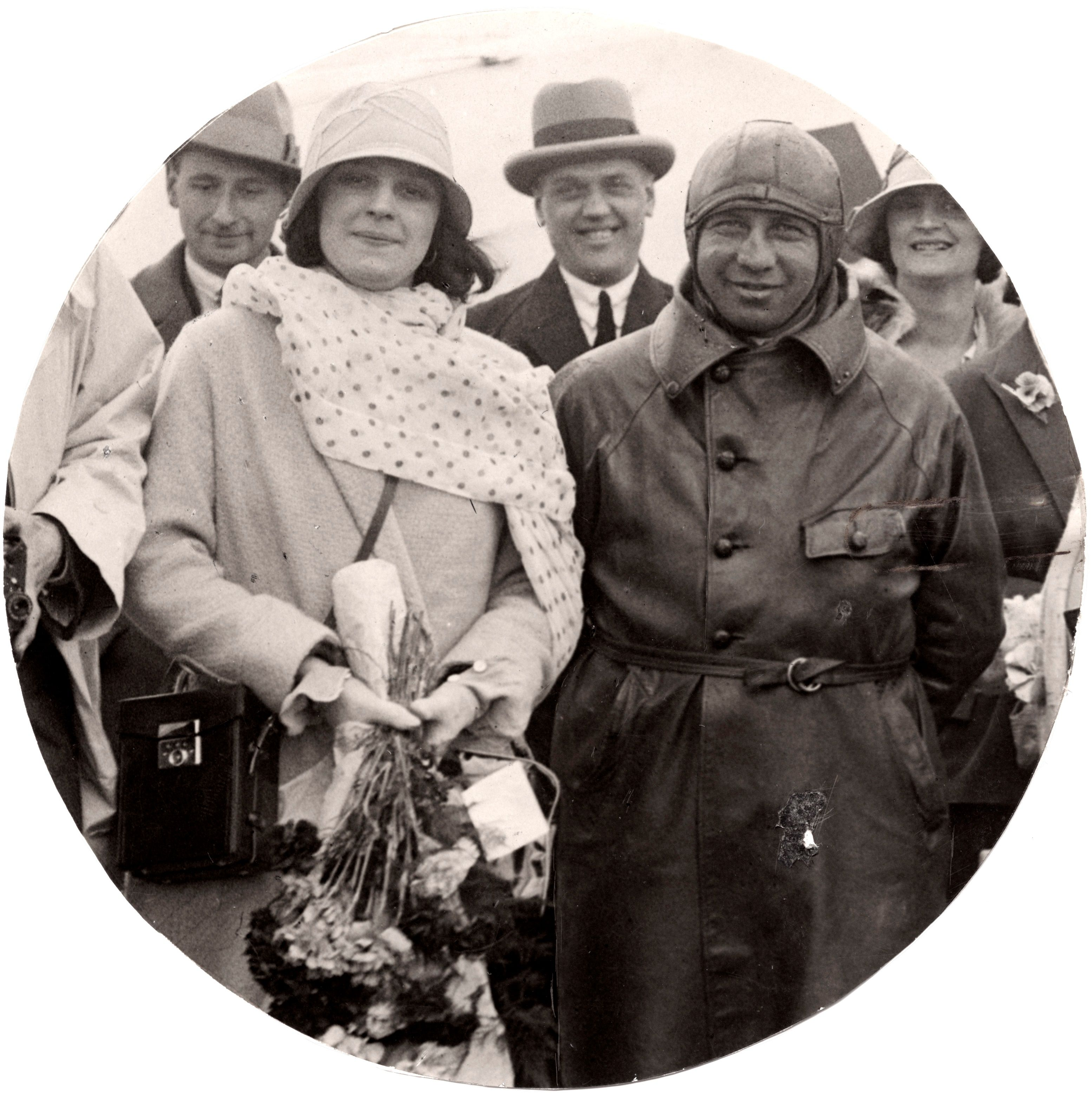
Jopie Koopman vor der Abreise am Flughafen Schiphol mit ihrem Piloten
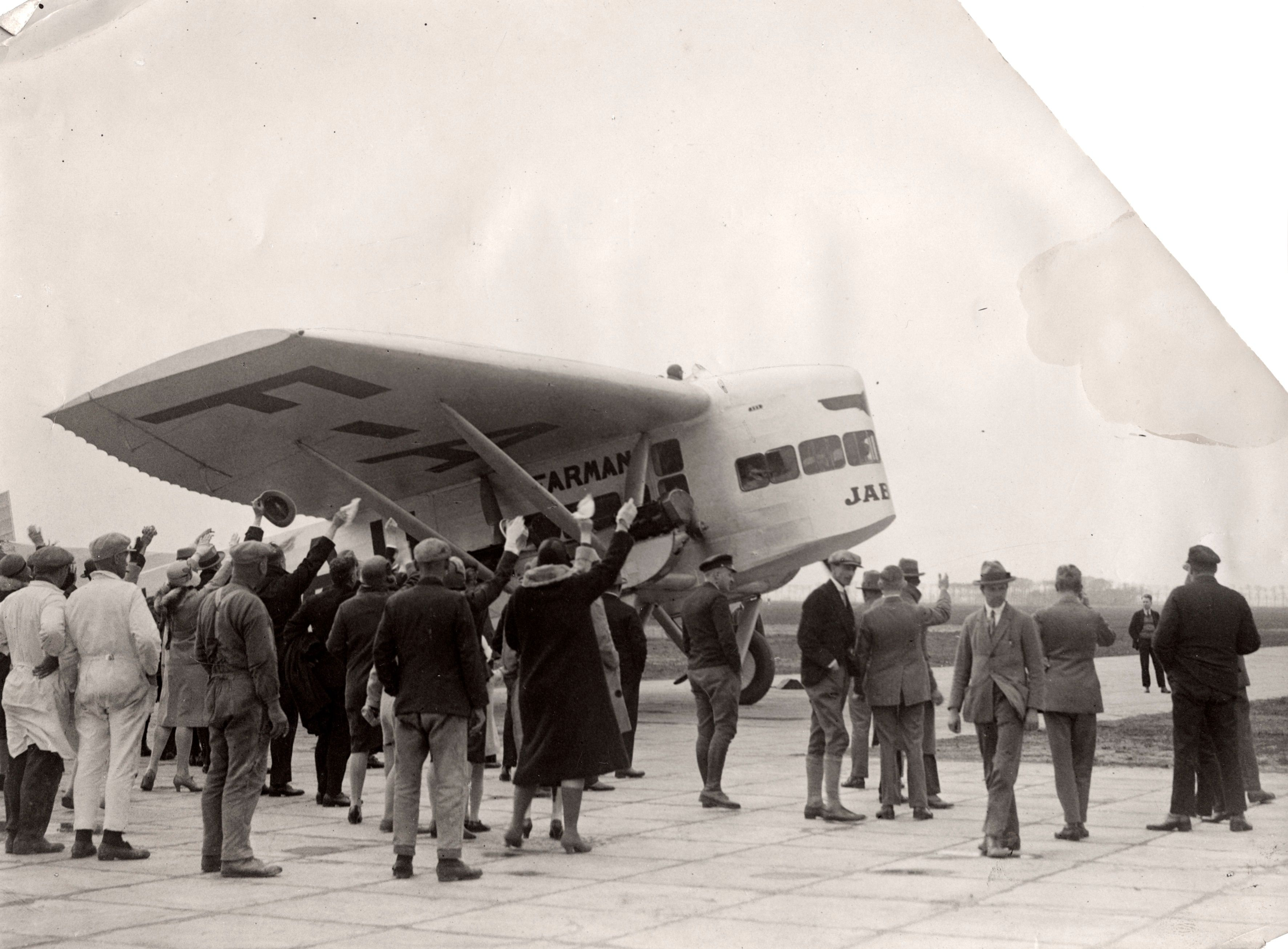
Abreise von Jopie Koopman vom Flughafen Schiphol mit einem Farman-Flugzeug nach Paris zur Miss-Europe-Wahl
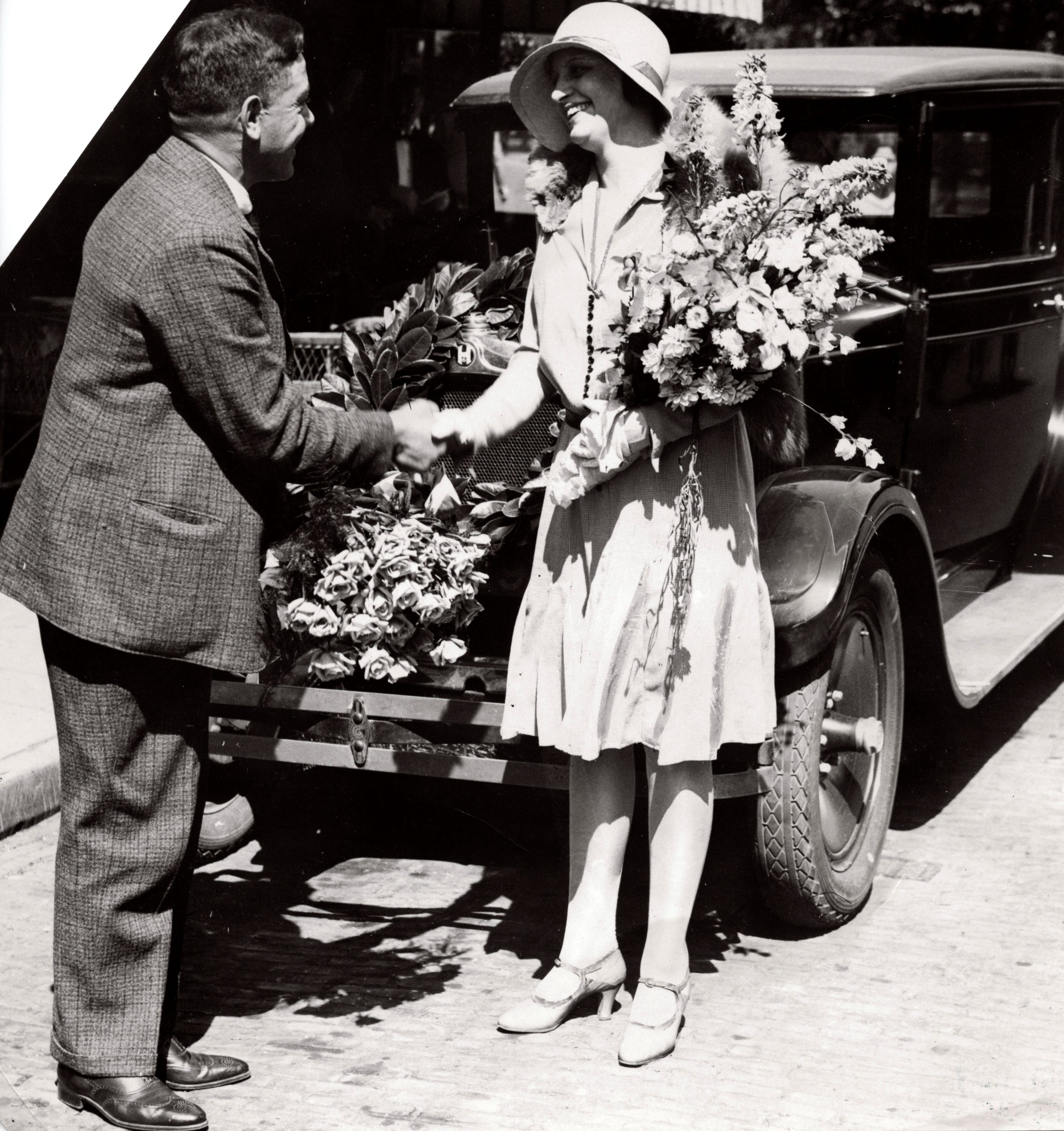
Jopie Koopman nach der Rückkehr aus Paris von den Wahlen zur „Miss Europe“ (1929)
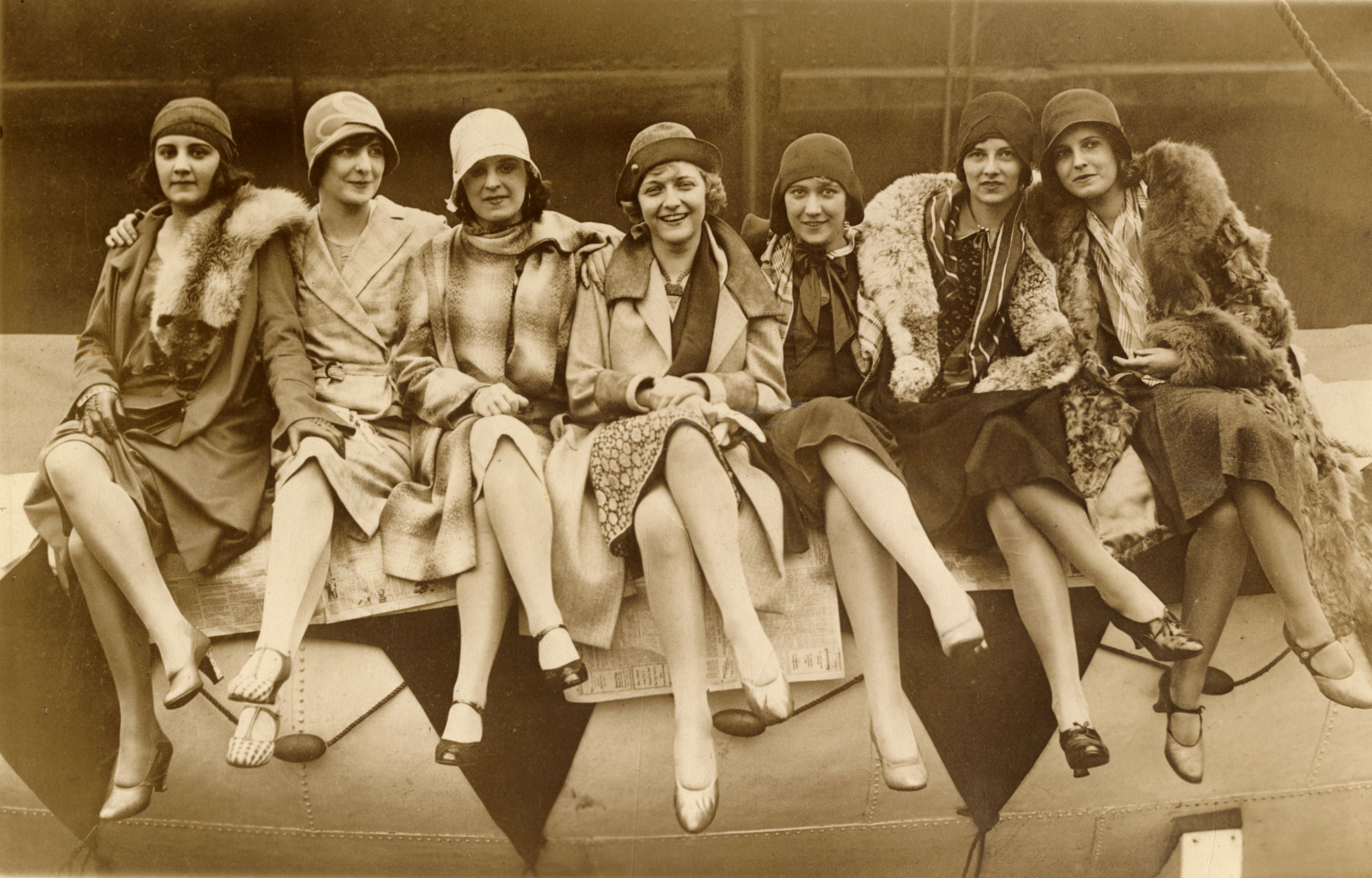
Jopie Koopman mit Teilnehmerinnen beim „Miss Universe“-Wettbewerb 1929 in den USA

### Weiteres Leben

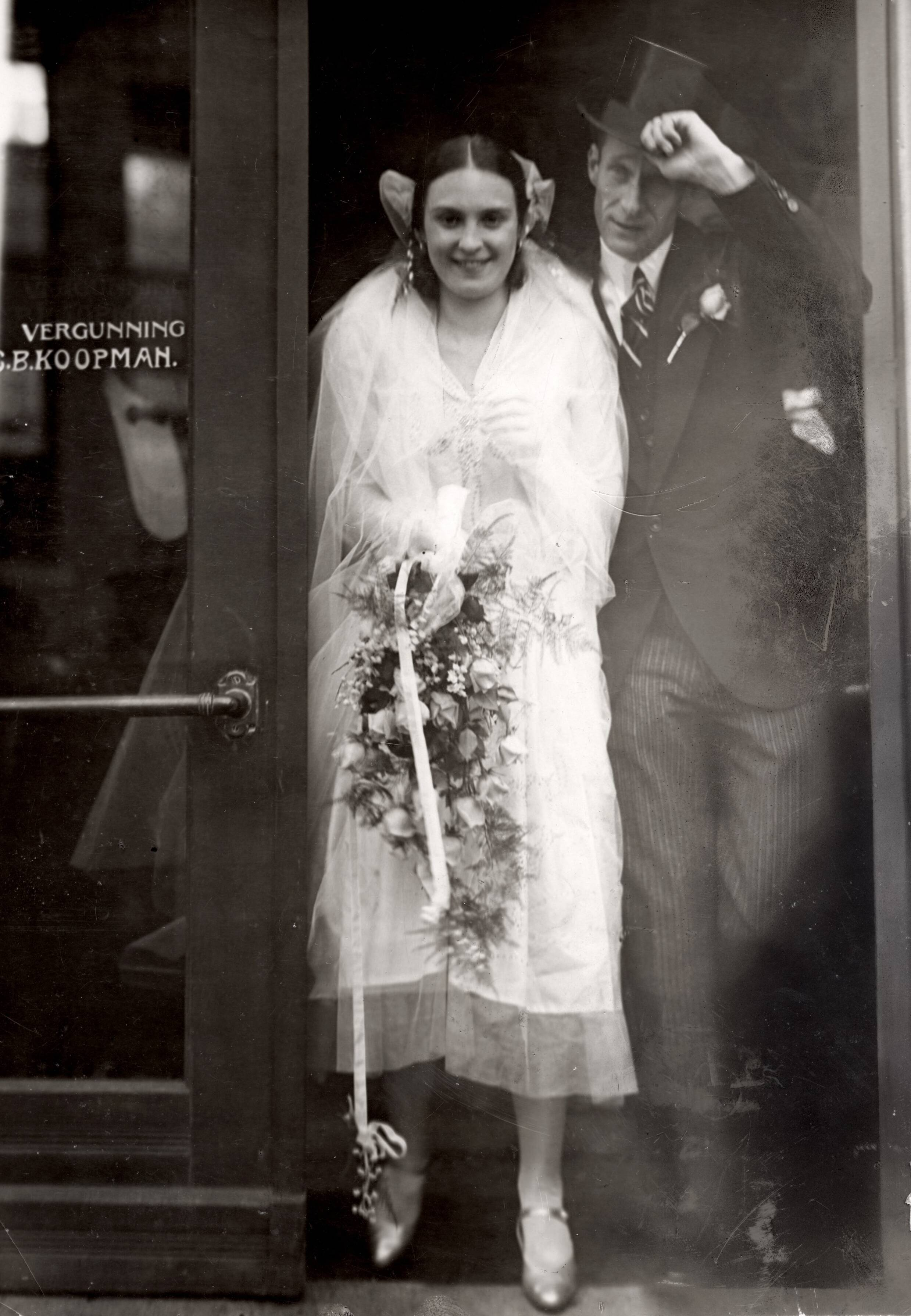
Jopie Koopman und Klaas Jan Breeuwer bei ihrer Hochzeit 1929

Zurück in den Niederlanden warb Jopie Koopman in Zeitungsanzeigen für eine Seifenmarke und trat bei einigen Veranstaltungen auf, erzielte daraus jedoch kaum finanziellen Gewinn. Ihre Hochzeit mit dem Fußballer Klaas Jan Breeuwer am 30. Oktober 1929 in Zaandam wurde von einer großen Menschenmenge begleitet und im Bankettsaal des „Nieuwe Karseboom“ gefeiert. Der Andrang an Schaulustigen war so groß, dass die Polizei ordnend eingreifen musste. Das Paar ließ sich in Haarlem nieder und Jopie Koopman führte das Leben einer Hausfrau. Klaas Jan Breeuwer hatte 1924 in Paris für die niederländische Fußballnationalmannschaft gespielt und zwischen 1923 und 1932 bei den Vereinen ZVV Zaandam, ZFC (Zaanlandsche Football Club) und HFC Haarlem. Daher entwickelte sich das Hotel-Café-Restaurant ihrer Eltern nach der Heirat im Laufe der 1930er Jahre zum inoffiziellen Clubhaus des ZFC.
Jopie Koopmans Eltern trennten sich 1932. Dadurch verlor ihre Mutter in der Zeit des Nationalsozialismus den relativen Schutz durch die „Mischehe“ mit einem „deutschblütigen“ Partner. Nach Kriegsbeginn, der folgenden Besetzung der Niederlande und dem Holocaust in den Niederlanden wurde ihre Mutter als Jüdin 1943 in das KZ Auschwitz deportiert und ermordet. Am 20. Oktober 1944 wurde Sohn Hans geboren. Zu dieser Zeit war Jopie Koopmans Mann zeitweise im Scheveninger Gefängnis Oranjehotel eingesperrt, weil er im Besitz eines verbotenen Radios war.
Nach dem Krieg arbeitete Jopie Koopmans Mann als Handelsvertreter beim Unternehmen Ajax de Boer, das mit Feuerlöschgeräten, später mit Asbest und Gummi handelte. Er stieg zum stellvertretenden Direktor auf, was der Familie ein Leben in Luxus ermöglichte mit regelmäßigen Urlauben in italienischen Villen und anderswo. 1961 starb er nach kurzer Krankheit.
Durch ihre ehrenamtliche Arbeit im „Koepelgevangenis van Haarlem“ lernte Jopie Koopman einen Buchhalter kennen, der eine Haftstrafe wegen Betrugs verbüßte. Nach seiner Entlassung lebte sie mit ihm zusammen in einer Wohnung in Amstelveen. Sie führten einen verschwenderischen Lebensstil und besuchten häufig die Casinos in Monaco, zum Missfallen der Verwandtschaft. Im April 1981 starb Jopie Koopman in ihrer Wohnung in Amstelveen.